# Il cuore dell'impero
Il cuore dell'impero è l'undicesimo capitolo della Saga di Paperon de' Paperoni, serie a fumetti realizzata dallo statunitense Don Rosa che narra la storia del papero più ricco del mondo.

## Genesi della trama
Per stessa ammissione di Don Rosa, questo è stato il capitolo più difficile da realizzare in tutta la saga. La necessità principale del cartoonist del Kentucky, infatti, era quella di raccontare quasi trenta anni della vita di Paperone e quindi il come ed il perché sia diventato così spietato e scontroso da allontanarsi da tutto e tutti (così come lo si vede nell'apertura di Paperino e il Natale sul Monte Orso). A quel punto la scelta cade sul porre al centro della vicenda l'unica azione disonesta della sua vita, commessa a causa dell'orgoglio e che successivamente lo porterà a vagare in giro per il mondo, nell'ossessiva ricerca di accumulare sempre maggiore denaro da inviare a Paperopoli e conservare nel suo deposito.

## Trama
Nel Deposito, Matilda ed Ortensia si preparano ad aprire una cassa proveniente dall'Africa al cui interno c'è un cannone con dentro Paperone stesso, imbarcatosi nella cassa per non pagare il biglietto. In questa occasione, conosce Miss Paperett, sua segretaria che le sorelle hanno assunto assieme ad altri impiegati. Paperone riparte per l'Africa, con le sorelle al fianco, dove inizia a imbrogliare gli indigeni comprando ettari di terreno in cambio di misere paccottiglie. Con una di queste tribù, guidata dallo stregone Matumbo, Paperone viene umiliato e cacciato via. Per vendicarsi, fa assalire il villaggio da un gruppo di loschi figuri che lo mettono a ferro e fuoco. A quel punto Paperone, si traveste (togliendosi occhiali e nascondendo le basette, rassomigliando molto il suo futuro nipote) e inganna Matumbo nel vendergli le terre per "non farle cadere in mano a Paperone". Lo stregone ci casca, accorgendosi troppo tardi della firma del suo cliente, e gli lancia una maledizione.
Paperone torna all'accampamento, ma non trova le sorelle, disgustate dalla sua prima azione disonesta, e gli dicono addio con una lettera, dichiarando che se intende fare pace dovrà ritornare al Deposito. La lettura causa in Paperone una terribile lotta interiore e, vinto dal rimorso, decide di riunirsi alle sorelle, ma sulla strada si frappone un ostacolo: Gongoro, uno zombie messogli alle calcagna da Matumbo. Gongoro tiene in mano un feticcio con dentro un ago che lo rimpicciolirà se lo pungesse, ma a Paperone basta mostrare le basette e mettersi gli occhiali per confondere lo zombie, che ha ormai registrato la faccia del Paperone travestito come il suo obiettivo. Giunto in stazione, Paperone scopre che le sorelle sono già partite e, sul punto di prendere anche lui il treno per casa, inizia a interessarsi ad un'altra occasione di affari, posticipando il ritorno a casa. Inizia così una lunga serie di peregrinazioni intorno al globo che per anni lo terrà lontano da Paperopoli, occasionalmente e momentaneamente seguito da Gongoro, fino a quando, facendo affari a Rippan Taro, lo re locale si offre di contromaledire Gongoro per impedirgli di dargli la caccia per diversi decenni. Durante le sue avventure, Paperone scopre anche che i suoi regolari bagni nel denaro gli hanno permesso di sviluppare l'abilità di nuotare nelle monete, ma al contempo stesso lo rendono più duro, arcigno e solitario.
Nel 1930, Paperone torna in città accolto trionfalmente dai Paperopolesi, con suo enorme fastidio. Ciò che non si aspetta è l'accoglienza dei parenti che dopo anni passati in giro per il mondo senza alcuna notizia gli risulta poco gradita. Scacciati tutti quanti, solo un calcio del nipote Paperino, figlio di Ortensia, e la solitudine del Deposito lo convincono a tornare ancora una volta sui suoi passi, solo per fermarsi di fronte alla classifica dei più ricchi della Terra: il nome in cima è il suo e nient'altro vale più di questo.
La storia si conclude con le due sorelle, Matilda e Ortensia, che escono fuori dal deposito dicendo che un tempo Paperone aveva tutto, mentre ora ha solo il denaro e quello che il denaro può comprare. Dal deposito, invece, si odono le grida di giubilo di Paperone per il traguardo raggiunto che però, alla fine, si trasformano in pianto.

## Storia editoriale
Le fonti di ispirazione dell'autore si trovano nelle seguenti storie di Barks: Paperino e il feticcio, Paperino e il mercoledì nero, Paperino e la banda dei segugi, Zio Paperone a caccia di fantasmi, Zio Paperone e la città dai tetti d'oro, Zio Paperone e il campionato di quattrini, Zio Paperone e un problema da nulla, Zio Paperone e il congedo dei cammelli, Paperino e la grande piramide, Zio Paperone Lawrence d'Arabia, Zio Paperone e il vascello fantasma, Zio Paperone e il ratto del ratto, Zio Paperone snob di società, Zio Paperone e la disfida dei dollari, Zio Paperone e la palude senza ritorno, Paperino contro l'Uomo d'oro, Zio Paperone e gli indiani paperuti, Paperino e il maragià del Verdestan.
In Italia è stata edita in La saga di Paperon de' Paperoni (2016).
Nel febbraio 2023 viene reso noto dallo stesso Don Rosa che la storia, insieme a Il sogno di una vita, non verrà più ristampata a causa di una decisione della Disney.